# Ascaron Entertainment

Ascaron Entertainment est une société allemande de développement de jeux vidéo, basée à Gütersloh, en Rhénanie-du-Nord-Westphalie. Elle possède un studio de développement à Aix-la-Chapelle, ainsi que des bureaux à Birmingham. L'entreprise a fait faillite en 2009.

## Jeux développés
- Extreme 500 (2000)
- Ballerburg (2001)
- Port Royale Argent, Pouvoir et Pirates (2002)
- Patrician II (2002)
- Tortuga: Pirates et Flibustiers (2003)
- Patrician III (2003)
- Sacred (2004)
- Port Royale 2 (2004)
- Arena Wars (2004)
- Sacred Gold (2005)
- Sacred Underworld (2005)
- Darkstar One (2006)
- Tortuga: Two Treasures (2007)
- Blitzkrieg 2: Liberation (2007)
- Sacred 2: Fallen Angel (2008)